# Kongsberg
Kongsberg là một thị xã và đô thị ở hạt Buskerud, Na Uy. Nó nằm ở cuối phía nam của khu vực truyền thống Numedal. Trung tâm hành chính của đô thị này là thị trấn của Kongsberg.
Thị xã được thành lập năm 1624 dưới tên Konings Bierg do vua Đan Mạch-Na Uy Christian IV như là một cộng đồng khai thác mỏ. Nó đã được cấp điều lệ của hoàng gia của mình về thương mại lên tới chính thức, thị trấn năm 1802. Đô thị Kongsberg được thành lập ngày 1 tháng 1 năm 1838 (xem formannskapsdistrikt). Các đô thị nông thôn của Ytre Sandsvær và Øvre Sandsvær đã được sáp nhập vào đô thị Kongsberg ngày 1 tháng 1 năm 1964.